# Geotrekking
Geotrekking bezeichnet im US-amerikanischen Sprachgebrauch „Freizeitaktivität unter Zuhilfenahme der GPS-Technik“. Im Gegensatz zum Geocaching bezieht es vielfältige (traditionelle, virtuelle und online-) Geocaches ein. Als spezielle Form verlangt Educational Geotrekking technische, kultur- und geisteswissenschaftliche, geographische und mathematische Fähigkeiten und wird hinsichtlich der Herausforderungen und Lernerfahrungen als nächste Stufe verstanden.